# Ръжда и кости
„Ръжда и кости“ (на френски: De rouille et d'os) е френско-белгийска драма от 2012 година на режисьора Жак Одиар с участието на Марион Котияр и Матиас Схунартс по едноименния сборник с разкази на Крейг Дейвидсън. Сюжетът се върти около безработен 25-годишен младеж, който се влюбва в дресьорка на косатки. Филмът участва на Филмовия фестивал в Кан през 2012 година и е номиниран за Златна палма. В края на годината получава номинация от Гилдията на американските актьори и две за Златен глобус 2013.

## В ролите
| Изпълнител      | Роля    |
| --------------- | ------- |
| Марион Котияр   | Стефани |
| Матиас Схунартс | Али     |
| Арман Вердюр    | Сам     |
| Корин Масиеро   | Ана     |
| Селин Салет     | Луиз    |

## Продукция
Бюджетът на филма е 15,4 милиона евро. Снимачният процес започва на 4 октомври 2011 година и продължава осем седмици. Местата, на които екипът снима, са Антиб, Кан, Париж, Северна Франция, Варшава и Белгия. За да се подготви за ролята си, Котияр се записва на уроци по плуване и прекарва една седмица в Маринленд да изучава командите към косатките.

## Премиера
Премиерата на филма е на 17 май 2012 година на 65-ия филмов фестивал в Кан. Премиерата в кината във Франция и Белгия е в същия ден. В САЩ филмът получава лимитирано разпространение на 23 ноември 2012 година.